# Scandix aurea
Scandix aurea är en flockblommig växtart som beskrevs av Albrecht Wilhelm Roth. Scandix aurea ingår i släktet nålkörvlar, och familjen flockblommiga växter. Inga underarter finns listade i Catalogue of Life.